# Chesterfield (Indiana)
Chesterfield és una població dels Estats Units a l'estat d'Indiana. Segons el cens del 2000 tenia 2.969 habitants.

## Demografia
Segons el cens del 2000, Chesterfield tenia 2.969 habitants, 1.269 habitatges, i 808 famílies. La densitat de població era de 996,8 habitants per km².
Dels 1.269 habitatges en un 31,3% hi vivien nens de menys de 18 anys, en un 48,3% hi vivien parelles casades, en un 11,4% dones solteres, i en un 36,3% no eren unitats familiars. En el 30,8% dels habitatges hi vivien persones soles l'11,6% de les quals corresponia a persones de 65 anys o més que vivien soles. El nombre mitjà de persones vivint en cada habitatge era de 2,3 i el nombre mitjà de persones que vivien en cada família era de 2,87.
Per edats la població es repartia de la següent manera: un 24,2% tenia menys de 18 anys, un 8,5% entre 18 i 24, un 29,9% entre 25 i 44, un 22,5% de 45 a 60 i un 14,9% 65 anys o més.
L'edat mediana era de 36 anys. Per cada 100 dones de 18 o més anys hi havia 84,3 homes.
La renda mediana per habitatge era de 37.143 $ i la renda mediana per família de 47.222 $. Els homes tenien una renda mediana de 35.412 $ mentre que les dones 22.966 $. La renda per capita de la població era de 18.738 $. Entorn del 2,9% de les famílies i el 5,9% de la població estaven per davall del llindar de pobresa.

## Poblacions més properes
El següent diagrama mostra les poblacions més properes.